# Pondré mil voltios en tu lengua
«Pondré mil voltios en tu lengua» es una canción de la banda de punk española «Kaka de Luxe». Es la segunda canción de la cara B de su único álbum, «Las canciones malditas», editado en 1983 cuando ya se había disuelto el grupo. Se trata de un tema que no aparece en sus anteriores EP.

## Discos en los que aparece
- Las canciones malditas (El Fantasma del Paraíso, 1983) Vinilo LP. Pista 2B.[1]
- Las canciones malditas (Chapa Discos, 1994) Reedición CD. Pista 7.[2]
- Las canciones malditas (Zafiro, 1997) Reedición CD. Pista 7.[3]
- Lo mejor de la edad de oro del pop español. Kaka de Luxe (Zafiro, 2001) CD. Pista 7.[4]